# Mischwald (Spiel)
Mischwald, in der englischsprachigen Version Forest Shuffle, ist ein strategisches Kartenspiel des deutschen Spieleautors Kosch für zwei bis fünf Personen aus dem Jahr 2023. Bei dem Spiel versuchen die Mitspielenden mit Karten einen Mischwald mit verschiedenen Bäumen und an diese gebundene Pflanzen und Tiere aufzubauen. Es erschien 2023 bei dem Spieleverlag Lookout Games und wurde in zahlreiche Sprachen übersetzt. 2024 wurde es mit dem Deutschen Spielepreis ausgezeichnet.

## Thema und Ausstattung
Bei dem Spiel handelt es sich um ein Kartenspiel, bei dem die Mitspieler jeweils versuchen, einen Mischwald aus verschiedenen Baumarten und an diesen lebenden Tieren und Pflanzen aufzubauen. Die jeweiligen Lebewesen im Wald beeinflussen einander und geben dadurch Punkte, die als Siegpunkte gewertet werden. Sieger des Spiels ist, wer am Ende des Spiels die meisten Siegpunkte hat.
Das Spielmaterial besteht neben der Spielanleitung aus 180 Karten, davon 66 Bäume, 48 horizontal getrennte Karten zum Anlegen ober- und unterhalb der Bäume, 44 vertikal getrennte Karten zum Anlegen seitlich der Bäume und drei Wintereinbruchskarten. Hinzu kommen 14 Hilfekarten, fünf Höhlenkarten, ein Spielbrett als Kartenablage und ein Wertungsblock.

## Spielweise
Zu Beginn des Spiels wird das Spielbrett als Kartenablage bzw. Lichtung in der Tischmitte platziert, die Hilfekarten werden als Referenz abgelegt. Jeder Spieler bekommt eine Höhlenkarte und alle restlichen Karten mit Ausnahme der Wintereinbruchskarten werden gemischt, danach werden abhängig von der Anzahl der Spieler bis zu 30 Karten unbesehen aus dem Spiel entfernt. Die restlichen Karten werden in drei etwa gleich große Stapel geteilt und zwei der Wintereinbruchskarten werden in einen Stapel eingemischt, die dritte kommt oben auf diesen Stapel und darauf kommen die beiden anderen Drittel. Jeder Mitspieler bekommt von dem Stapel sechs Handkarten ausgeteilt.
Das Spiel wird reihum gespielt und beginnend mit einem Startspieler können die Spieler entweder zwei Karten nachziehen oder eine Karte aus ihrer Hand in ihrem Wald platzieren. Entscheidet sich ein Spieler für das Nachziehen, kann er nacheinander zwei Karten auf die Hand nehmen und darf dabei jeweils wählen, ob er eine verdeckte Karte vom Stapel oder eine offene aus der Lichtung nimmt. Das Handkartenlimit von zehn Karten darf dabei nicht überschritten werden.
Entscheidet sich ein Spieler dafür, eine Karte in seinem Wald zu platzieren, muss er diese entsprechend mit den auf der Karte angegebenen Handkarten bezahlen, indem er entsprechend viele Karten aus seiner Hand offen auf die Lichtung legt. Spielt jemand einen Baum aus, wird zusätzlich eine Karte vom verdeckten Stapel auf die Lichtung gespielt. Alle anderen Karten zeigen Tiere, Pflanzen und Pilze und sind zweigeteilt, sie müssen entsprechend oben oder unten bzw. links oder rechts an einen bereits ausliegenden Baum auf eine freie Position angelegt werden. Hat ein Spieler keinen Baum, kann er stattdessen eine Karte mit der Rückseite nach oben als Baumsprössling spielen, der ebenfalls an allen vier Seiten Kartenplätze hat, jedoch keiner der Baumarten angehört. Hat die Karte, die gerade ausgespielt wurde, einen Effekt oder Bonus, kann dieser direkt abgehandelt oder genutzt werden. Pilze bieten dauerhafte Boni, die bis zum Spielende genutzt werden können. Einige Karten, etwa der Braunbär und der Waschbär, ermöglichen es den Spielern, Karten von der Lichtung in die Höhle zu bringen, wo sie am Ende Punkte bringen. Andere Boni ermöglichen zum Beispiel das Nachziehen von Karten oder einen weiteren Spielzug. Befinden sich am Ende eines Spielzugs zehn oder mehr Karten in der Lichtung, wird diese geleert und alle ausliegenden Karten werden aus dem Spiel genommen.
Im letzten Drittel des Nachziehstapels befinden sich die drei Wintereinbruchskarten. Wird eine dieser Karten gezogen oder aufgedeckt, wird sie aus dem Spiel genommen und stattdessen eine weitere Karte gezogen. Das Spiel endet sofort, wenn im Nachziehstapel die dritte Wintereinbruchskarte aufgedeckt wird. Danach werden alle Wälder entsprechend der auf den darin befindlichen Karten ausgewertet, es gewinnt der Spieler mit den meisten Punkten.

## Veröffentlichung und Erweiterungen
Das Spiel Mischwald wurde von dem Spieleautor Kosch entwickelt und 2023 bei Lookout Games veröffentlicht. Es erschien im gleichen Jahr in zahlreichen weiteren Sprachversionen, darunter auf Englisch, Französisch, Spanisch, Italienisch, Ungarisch, Ukrainisch und Polnisch. 2024 folgten Versionen auf Niederländisch, Russisch, Litauisch, Lettisch, Estnisch, Griechisch, Chinesisch und Japanisch.
Neben mehreren Promo-Karten, die 2023 und 2024 zum Spiel erschienen sind, wurde von Lookout 2024 auch die erste Erweiterung Mischwald: Alpin veröffentlicht. Das Set besteht aus 36 zusätzlichen Karten, die in die restlichen Karten eingemischt werden und zwei neue Baumarten sowie andere Lebewesen zum alpinen Thema in das Spiel bringen. Laut Johanna France werden durch die neuen Karten bestimmt Kartenkombinationen, die im Basisspiel besonders stark sind, abgeschwächt, während andere gestärkt werden, wodurch „mehr Möglichkeiten für Synergien auch zwischen den unterschiedlichen Kartentypen“ entstehen. Die Erweiterung bringe „keine neuen Konzepte oder Mechaniken“, sie wirke „mehr wie eine Nachjustierung.“
Im gleichen Jahr erschien auch die Erweiterung Mischwald: Waldrand mit nochmals 36 Karten, die 12 Sträucher sowie weitere Lebewesen des Übergangsbereichs zur Wiese in das Spiel einbringen.
2025 erschien mit Mischwald: Entdeckungen die dritte Erweiterung. Diese enthält 15 neue Karten, die jeweils nur einmal vorkommen, sowie spezielle Karten für eine neue Solo-Variante.

## Rezeption
Das Spiel wurde in den Kritiken weitgehend positiv aufgenommen. Der Spielekritiker Harald Schrapers bewertete das Spiel mit 8 von 10 möglichen Punkten. Er bezeichnet es als „herausragendes Kartenspiel“, kritisiert allerdings die aufwändige Endabrechnung und den Umstand, dass „eine Monokultur beispielsweise mit Kastanien [punkteträchtiger] erscheint“ als ein echter Mischwald.  Udo Bartsch bezeichnet es als „reizvoll“ und das Thema als „toll“. Er schreibt: „Dadurch, dass wir Tiere und Pflanzen ausspielen, die wir kennen, ist der emotionale Bezug zum eigenen Tun viel höher als in einer ausgedachten Welt oder einer abstrakten Spielumgebung. Vieles ist thematisch auch absolut schlüssig: Dass etwa Kröten und Beeren unten am Boden und Vögel in die Baumkronen gespielt werden, dass Füchse für Hasen punkten oder Wölfe für Rehe. Oder überhaupt: dass in diesem Ökosystem alles miteinander verbunden ist.“ Dadurch wird es für ihn zu einem „Wohlfühlspiel, aufgrund des Idylls und aufgrund des Spielgefühls“.
Mischwald wurde beim Kennerspiel des Jahres 2024 auf die Empfehlungsliste aufgenommen. Beim Deutschen Spielepreis 2024 wurde es auf den ersten Platz gewählt und gewann beim Niederländischen Spielepreis in der Kategorie Kennerspiel.

## Belege
1. 1 2 3 4 5 6  Spielanleitung Mischwald, Lookout Games 2023
2. ↑  Versionen von Mischwald in der Spieledatenbank BoardGameGeek (englisch); abgerufen am 3. Oktober 2024.
3. ↑  Mischwald: Alpin in der Spieledatenbank BoardGameGeek (englisch), abgerufen am 3. Oktober 2024.
Spielanleitung Mischwald: Alpin, Lookout Spiele 2024
4. ↑  Johanna France: Mischwald Alpin: Aufgemischt. In: spielbox 3/2024, S. 54–55.
5. ↑  Mischwald: Waldrand in der Spieledatenbank BoardGameGeek (englisch), abgerufen am 27. Oktober 2024.
Spielanleitung Mischwald: Waldrand, Lookout Spiele 2024
6. ↑  Forest Shuffle: Exploration. Abgerufen am 24. Juni 2025 (amerikanisches Englisch).
7. ↑  Harald Schrapers: Mischwald, Rezension auf gamesweplay.de, abgerufen am 3. Oktober 2024.
8. ↑  Udo Bartsch: Mischwald, Rezension auf „Rezensionen für Millionen“, 2. Februar 2024; abgerufen am 3. Oktober 2024.
9. ↑  Mischwald auf der Website des Spiel des Jahres e.V., abgerufen am 3. Oktober 2024